# تقسيم كوريا

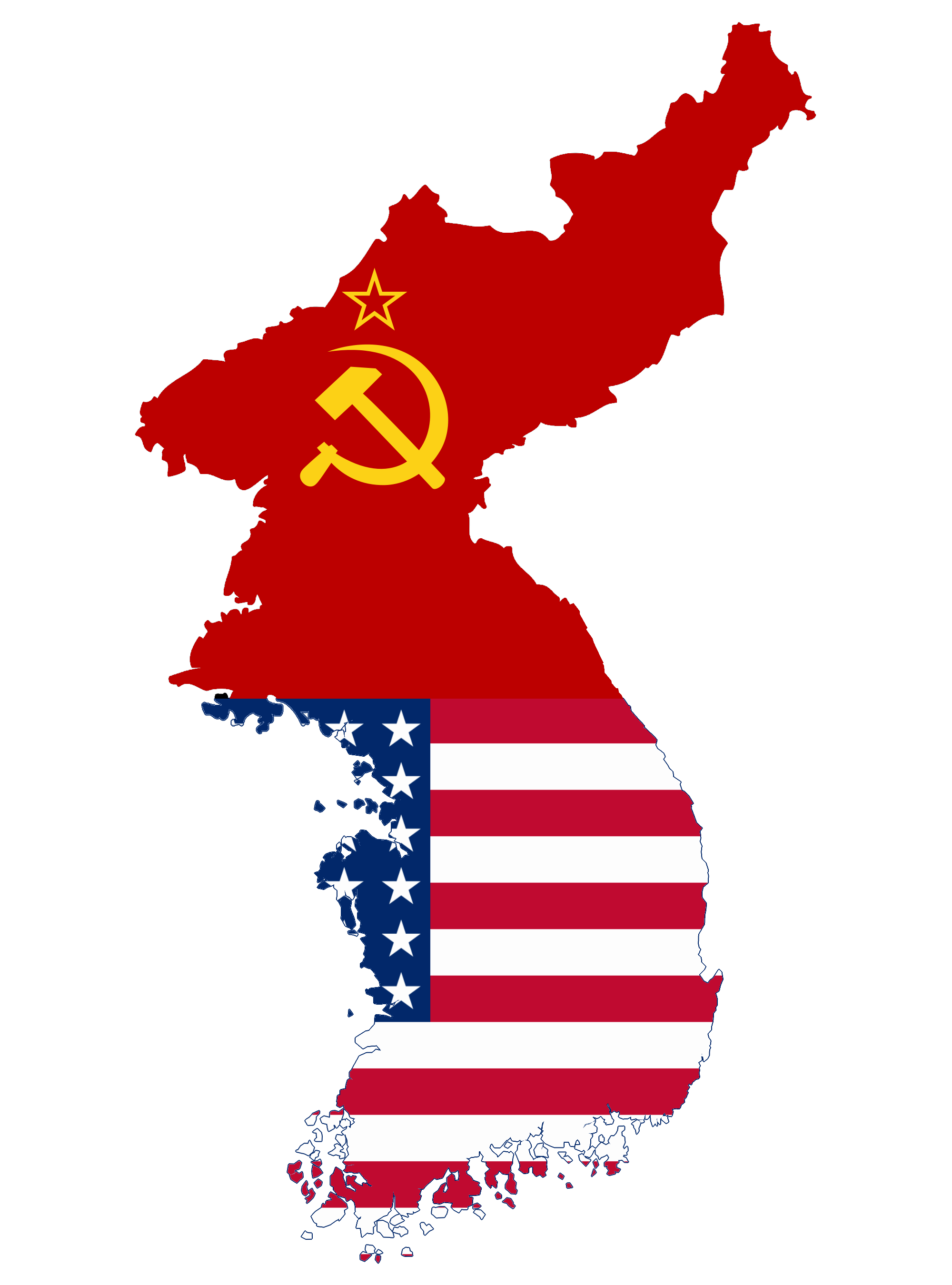
خريطة لكوريا المقسمة (1945-1950) تُظْهِر استخدام كوريا الشمالية لعلم الاتحاد السوفيتي واستخدام كوريا الجنوبية لعلم الولايات المتحدة.

شبه الجزيرة الكورية، قسمت أولاً على طول خط عرض 38، ثم قسمت على طول خط ترسيم الحدود.

تقسيم كوريا إلى دولتين رأسمالية وشيوعية كان نتيجة لانتصار قوات الحلفاء في سنة 1945، منهيين بذلك الاحتلال الياباني الذي دام لخمسة وثلاثين عاماً منذ احتلال الإمبراطورية اليابانية لكوريا، حيث استسلمت اليابان بعد الأمر العام رقم 1. اتفقت الولايات المتحدة الأمريكية مع الاتحاد السوفيتي على استعمار الدولة بشكل مؤقت في صورة مجلس وصاية حيث وضع خط عرض 38 كمنطقة فصل بينهما. المقصد من هذه العملية هو إنشاء حكومة كورية مؤقتة بإمكانها أن تصبح "حكومة حرة ومستقلة عندما يحين الوقت"،  كما قيل في مؤتمر القاهرة.
مع بداية الحرب الباردة، فشلت المفاوضات بين الولايات المتحدة والاتحاد السوفيتي في الوصول إلى كوريا مستقلة وموحدة. في عام 1948، أجريت انتخابات تحت إشراف الأمم المتحدة في الجنوب الذي تحتله الولايات المتحدة فقط. فاز سينغمان ري في الانتخابات في حين تم تعيين كيم ايل سونغ كزعيم لكوريا الشمالية. وقد أدى ذلك إلى إنشاء جمهورية كوريا في كوريا الجنوبية، وجمهورية كوريا الشعبية الديمقراطية في كوريا الشمالية. دعمت الولايات المتحدة الجنوب، بينما يدعم الاتحاد السوفيتي الشمال، وطالبت كل حكومة بالسيادة على شبه الجزيرة الكورية بأكملها.
انتهت الحرب الكورية اللاحقة التي استمرت من عام 1950 إلى عام 1953 إلى طريق مسدود وتركت الكوريتين مفصولتين عن المنطقة منزوعة السلاح حتى يومنا هذا. فشلت جميع المبادرات الدبلوماسية حتى يومنا هذا في إنهاء الانقسام.

## خلفية تاريخية

### الحكم الياباني (1910-1945)
عندما انتهت الحرب الروسية اليابانية في عام 1905، أصبحت كوريا محمية رمزية لليابان، وضُمَّت من قبل اليابان في عام 1910. أُزيلَ الإمبراطور الكوري غوجونغ. في العقود اللاحقة، برزت الجماعات القومية والراديكالية، معظمها في المنفى، للنضال من أجل الاستقلال. نتيجةً لتباينها في نظرتها وتوجهاتها، فشلت هذه المجموعات في الاتحاد في حركة وطنية واحدة. فشلت الحكومة الكورية المؤقتة في الصين في الحصول على اعتراف واسع النطاق.

### الحرب العالمية الثانية
في مؤتمر القاهرة في نوفمبر 1943، في منتصف الحرب العالمية الثانية، وافق فرانكلين دي روزفلت وونستون تشرشل وشيانج كاي شيك على أن تنازل اليابان عن جميع الأراضي التي احتلتها بالقوة. في نهاية المؤتمر، أعلنت القوى الثلاث أنها على علمٍ باستعباد شعب كوريا، وقررت أن كوريا ستصبح حرة ومستقلة في الوقت المناسب. طرح روزفلت فكرة الوصاية على كوريا، لكنها لم تحصل على موافقة من القوى الأخرى. إذ أثار روزفلت الفكرة مع جوزيف ستالين في مؤتمر طهران في نوفمبر 1943 ومؤتمر يالطا في فبراير 1945. لم يعارض ستالين ذلك، لكنه دعا إلى أن تكون فترة الوصاية قصيرة.
في مؤتمري طهران ويالطا، وعد ستالين بأنه سينضم إلى حلفائه في حرب المحيط الهادئ في غضون شهرين إلى ثلاثة أشهر بعد النصر في أوروبا. في 8 أغسطس 1945، أي بعد يومين من إسقاط القنبلة الذرية الأولى على هيروشيما، ولكن قبل إسقاط القنبلة الثانية في ناغازاكي، أعلن الاتحاد السوفيتي الحرب على اليابان. مع بدء الحرب، دعا القائد الأعلى للقوات السوفيتية في الشرق الأقصى، المارشال ألكسندر فاسيليفسكي، الكوريين إلى الانتفاضة ضد اليابان، قائلاً إن راية الحرية والاستقلال بدأت ترفرف في سول.
تقدمت القوات السوفيتية بسرعة، وأصبحت حكومة الولايات المتحدة قلقة من احتمالية احتلالهم كوريا بالكامل. في 10 أغسطس 1945 عُيّن ضابطان شابّان -دين روسك وتشارلز بونستيل- لتحديد منطقة احتلال أمريكية. عمِلا على مدى فترة وجيزة للغاية وبطريقة غير مُخطط لها مُسبقًا، استخدموا خريطة من (ناشيونال جيوغرافيك) لاتخاذ قرار بشأن منطقة خط العرض الثامن والثلاثين. اختاروها لأنها قسمت البلاد إلى نصفين تقريبًا ولكنها ستضع العاصمة سول تحت السيطرة الأمريكية. لم يُستشَر خبراء في كوريا. لم يكن الرجلان يدركان أنه قبل أربعين عامًا، ناقشت اليابان وروسيا ما قبل الثورة تقاسم كوريا على نفس المنوال. قال روسك لاحقًا إنه لو كان عارِفًا، لاختار على نحوٍ مؤكَّدٍ تقريبًا خطًّا مختلفًا. وضع التقسيم ستة عشر مليون كوري في المنطقة الأمريكية وتسعة ملايين في المنطقة السوفيتية. لمفاجأة الأمريكيين، وافق الاتحاد السوفيتي على الفور على التقسيم. دُمِجت الاتفاقية في الأمر العام رقم 1 (الذي أُبرِم في 17 أغسطس 1945) لاستسلام اليابان.
بدأت القوات السوفيتية عمليات الهبوط البرمائية في كوريا بحلول 14 أغسطس واستولت بسرعة على شمال شرق البلاد، وفي 16 أغسطس هبطت في ونسان. في 24 أغسطس، وصل الجيش الأحمر إلى بيونغ يانغ.
كان الجنرال نوبويوكي آبي، آخر حاكم ياباني عام لكوريا، قد اتصل مع عدد من الكوريين ذوي النفوذ منذ بداية أغسطس 1945 لإعداد تسليم السلطة. خلال شهر أغسطس، نظّم الكوريون فروعًا للجان الشعبية للجنة التحضيرية لاستقلال كوريا (CPKI، 조선 건국 준비 위원회) ) بقيادة ليوه وون هيونغ، وهو سياسي يساري. في 6 سبتمبر 1945، انعقد مؤتمر للممثلين في سول وأسس المؤتمر جمهورية كوريا الشعبية التي لم تدُم طويلًا. بالإجماع، رُشِّح رجل الدولة المحافظ الكبير سينجمان ري، الذي كان يعيش في المنفى في الولايات المتحدة، رئيسًا.

## بعد الحرب العالمية الثانية

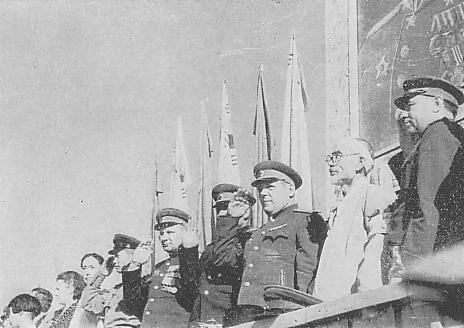
الجيش الأحمر في كوريا الشمالية: احتفال تاريخي في مرحلة ما بعد الحرب العالمية الثانية

### الاستعمار السوفيتي للنصف الشمالي من شبه الجزيرة الكورية
عندما دخلت القوات السوفيتية بيونغ يانغ، وجدوا فرعًا محليًا للجنة التحضيرية لاستقلال كوريا يعمل تحت قيادة القائد القومي المخضرم تشو مان سيك. سمح الجيش السوفيتي لهذه اللجان الشعبية (التي كانت صديقة للاتحاد السوفيتي) بالعمل. في سبتمبر 1945، أصدرت الإدارة السوفيتية عمليتها الخاصة، «الجيش الأحمر فاز». في عام 1946، تولى العقيد تيرينتي شتيكوف مسؤولية الإدارة، وبدأ بالضغط على الحكومة السوفيتية للحصول على أموال لدعم الاقتصاد الآيل إلى الانهيار.
في فبراير 1946، شُكِّلت حكومة مؤقتة تدعى اللجنة الشعبية المؤقتة بقيادة كيم إيل سونغ، الذي قضى السنوات الأخيرة من الحرب في التدريب مع القوات السوفيتية في منشوريا. تلا ذلك نزاعاتٌ وصراعاتٌ على السلطة على أعلى مستويات الحكم في بيونغ يانغ، إذ كان هناك طموحات مختلفة تناور لكسب مناصب في السلطة الحكومة الجديدة. في مارس 1946، وضعت الحكومة المؤقتة برنامجًا واسعًا لإصلاح الأراضي: قُسِّمت الأراضي المملوكة لأصحاب الأراضي اليابانيين والمتعاونين معهم وأُعيدَ توزيعها على المزارعين الفقراء. نظمت العديدَ من المدنيين الفقراء والعمال الزراعيين تحت لواء لجان الشعب. أوقفت حملة جماهيرية في جميع أنحاء البلاد سيطرة الطبقات القديمة. لم يُسمح لأصحاب العقارات بالاحتفاظ سوى بنفس القدر من الأرض الذي كان يُسمح به للمدنيين الفقراء الذين استأجروا أراضيهم ذات يوم، مما جعل توزيع الأرض أكثر مساواة بكثير. حُقِّق الإصلاح الزراعي لكوريا الشمالية بطريقة أقل عنفًا من الصين أو فيتنام. ذكرت مصادر أمريكية رسمية: «في جميع الروايات، غُلب قادة القُرى السابقين كقوة سياسية دون اللجوء إلى إراقة الدماء، ولكن اتُّخِذت أقصى درجات الحذر لمنع عودتهم إلى السلطة.» تجاوب الفلاحون بإيجابية؛ هرب العديد من المتعاونين وملاك الأراضي السابقين إلى الجنوب، وحصل بعضهم على مناصب في الحكومة الكورية الجنوبية الجديدة. وفقا للحكومة العسكرية الأمريكية، ذهب 400,000 كوري شمالي جنوبا كلاجئين.
أُمِّمت الصناعات الرئيسية. كان الوضع الاقتصادي صعباً في الشمال على حد سواء كما في الجنوب، حيث ركز اليابانيون على الزراعة في الجنوب والصناعة الثقيلة في الشمال. غادرت القوات السوفيتية في عام 1948.

### الاستعمار الأمريكي للنصف الجنوبي من شبه الجزيرة الكورية
مع خشية حكومة واشنطن من التوسع السوفييتي، مع تحذير السلطات اليابانية في كوريا من فراغ السلطة، قُدِّم موعد انطلاق قوات الاحتلال الأمريكية ثلاث مرات. في 7 سبتمبر 1945، أعلن الجنرال دوغلاس ماك آرثر أن الفريق جون آر هودج سيتولى مسؤولية إدارة الشؤون الكورية، وهبط هودج في إنتشون مع قواته في اليوم التالي. أرسلت الحكومة المؤقتة لجمهورية كوريا، التي كانت تعمل من الصين، وفداً مع ثلاثة مترجمين شفويين إلى هودج، لكنه رفض الاجتماع معهم. وبالمثل، رفض هودج الاعتراف بجمهورية كوريا الشعبية الجديدة ولجانها الشعبية، وحظرها في 12 ديسمبر.
في سبتمبر 1946، انتفض الآلاف من العمال والفلاحين ضد الحكومة العسكرية. هُزِمت هذه الانتفاضة بسرعة وفشلت في منع انتخابات أكتوبر المقررة للجمعية التشريعية الكورية الجنوبية.